# Obreja
Obreja è un comune della Romania di 3454 abitanti, ubicato nel distretto di Caraș-Severin, nella regione storica del Banato.
Il comune è formato dall'unione di quattro villaggi: Ciuta, Iaz, Obreja, Var.